# Henri de Gante
Henri de Gante (região de Mude, c. 1217 – Tournai ou Paris, 29 de junho ou 8 de setembro de 1293) foi Cônego e depois Arcediago de Tournai. Foi um filósofo escolástico, conhecido como Doctor Solennis.

## Pensamento
Henri de Gante nasceu na região de Mude, próximo de Gante, Bélgica. Contemporâneo de Santo Tomás de Aquino, opôs-se a inúmeras teorias dominavam e era adepto do platonismo.
Fazia a distinção entre o conhecimento de objetos reais e a inspiração divina pela qual conhecemos o ser e a existência de Deus. Acreditava que os indivíduos não são constituídos por seus elementos materiais, mas por sua existência independente, a dizer, pelo fato que são criados como entes separados. Os Universais deveriam ser distinguidos à medida que fazem referência ao espírito humano ou ao espírito divino. 